# Miami Bici
Miami Bici este un film românesc de comedie lansat pe 21 februarie 2020, regizat de Jesús del Cerro și produs de Matei Dima (BRomania). Cei doi joacă rolurile principale în acest film. Filmările au avut loc în Miami Beach, Florida, și la București.
Comedia a fost vizionată de peste 153.000 de spectatori în primul weekend de la lansare, un record în cinematografia românească a ultimilor 26 de ani.

## Subiect
Miami Bici este povestea lui Ion (Matei Dima) și Ilie (Codin Maticiuc), doi tineri dintr-un mic oraș obscur din România care merg la Miami în toiul iernii, pentru a trăi atât „Visul american” cât și visul românesc de a se „îmbogăți rapid”. Odată ajunși acolo, ei se regăsesc în mijlocul planului machiavelic al lui Mișu, un român de cea mai joasă speță, stabilit în Florida.
Implicându-se involuntar în afacerile dubioase ale lui Mișu, dar fiind în secret sfătuiți de Gelu, mentorul lor autoproclamat, de acasă, cei doi se luptă pentru a supraviețui în Statele Unite. În același timp, se dezvoltă o poveste de dragoste între Ion și Ioana, o fată de moravuri ușoare, dar cu inima curată, care le dă o mână de ajutor.

## Distribuție
- Matei Dima ca Ion
- Codin Maticiuc ca Ilie
- Alessandra Bianchi ca Marimar
- Antonella Cassia ca Police officer
- Alexander Castro ca Cuban #1
- Claudia Coria ca Mercedes
- Devin Cruz ca Cuban #2
- Rafael Moreno de la Torre ca Henchman 1 Mammaia
- Jesus del Carro ca New Romanian #2
- Marius Dreghiciu ca Dragoș
- Peter Ebanks ca Dead Guy
- Jace Elton ca Cop
- Horia Faghi ca Loan Kid
- Rey Hernandez ca Police Officer
- Bogdan Ioniță ca Henchman 4 Mammaia
- Aneta Joanna Kurp ca Svetlana
- Puiu Mircea Lascus ca Countryman
- Arami Malaise ca Ana
- Chloe Malaise ca Lucia
- Manuela Mancescu ca Silvia
- Bonnie-Love Mastantuono ca Eric's Daughter
- Eric M. Mastantuono ca Eric
- Christopher Millan ca Emilio
- Dan Mario Munteanu ca Llie Kid
- Mirela Nicolau ca Mamaia
- Florin Piersic Jr. ca Albanezu
- Mihai Popescu ca Mișu
- Patricia Ramos ca Marisol
- Pedro Rodriquez ca George
- Adrian Silișteanu ca New Romanian#1
- Marius Tiță ca Henchman 2 Mammaia
- Rene Toledo ca Carlos
- Ion Vasilescu ca Henchman 3 Mammaia
- Joseph Velez ca Pablo

## Box Office
Fimul s-a clasat pe primul loc în Box Office, o premieră pentru producțiile românești. 
Miami Bici a avut 552.238 de spectatori și încasări în valoare 11.603.217,00 lei, chiar daca a rulat doar 4 săptămâni în cinema, toate proiecțiile fiind oprite din cauza pandemiei.

## Recepție
Filmul a fost un succes comercial. A fost apreciat de audiență, dar a primit recenzii negative din partea criticilor.

## Legături externe
- Miami Bici la Internet Movie Database
- Miami Bici la CineMagia